# Кленове (Медвенський район)
Кленове (рос. Кленовое) — присілок в Медвенському районі Курської області Російської Федерації.
Населення становить 121 особу. Входить до складу муніципального утворення Чермошнянська сільрада.

## Історія
Населений пункт розташований на території українського етнічного та культурного краю Східна Слобожанщина.
Від 2004 року входить до складу муніципального утворення Чермошнянська сільрада.

## Населення
| 2002 | 2010 |
| ---- | ---- |
| 118  | ↗121 |